# Romanização (linguística)
Romanização é um sistema para representar em alfabeto latino uma língua que usa outro sistema de escrita.
Os métodos de romanização incluem a transliteração, que representa o texto escrito, e a transcrição, que representa a palavra falada.
A romanização de cada idioma tem o seu próprio conjunto de regras de pronúncia.
A seguir, são listados alguns dos principais sistemas de romanização por língua.

## Normas paralínguas sino-tibetanas
- Sistemas para línguas chinesas:
  - Mandarim
    - EFEO – do Chinês para o Francês.
    - Gwoyeu Romatzyh (国语罗马字)
    - Latinxua Sinwenz
    - Lessing-Othmer
    - Símbolos Fonéticos Mandarim II - Taiwan
    - Pinyin (汉语拼音)
    - Pinyin postal
    - Romanização de Yale
    - Tongyong Pinyin (通用拼音)
    - Wade-Giles

  - Cantonês
    - Barnett-Chao
    - Romanização do governo de Hong Kong
    - Jyutping (粵拼)
    - Romanização do governo de Macau
    - Meyer-Wempe
    - Pinyin Cantonês (廣州話拼音方案)
    - Romanização de Yale
    - Sidney Lau

  - Língua min nan
  - língua hainan
    - de Guangdong (Hainanhua Pinyin Fang'an)

  - Taiwan
    - Igreja Presbiteriana de Taiwan (Pe̍h-oē-jī) (白话字)

  - Teochew (dialeto)
    - Guangdong (潮州话拼音方案)

  - Hacá
    - Kejiahua Pinyin Fang'an

  - Dialeto xangainês (língua wu)
    - Método fonético latino de Xangai (吴语拉丁注音法)

## Normas paralínguas altaicas
- Coreano
  - McCune–Reischauer (MR; 1937?)
  - Romanização do coreano de Yale (1942)
  - Romanização de Lukoff (1945)
  - ISO/TR 11941 (1996-2013)
  - Transcrição Fonética da língua Coreana para os Brasileiros (TFCB)
  - Romanização revisada da língua coreana (RR; desenvolvida a partir de 1995, lançada em 2000)
  - Romanização do coreano da Coreia do Norte[2]
- Japonês:
  - Sistema Hepburn ヘボン式 hebon-shiki
  - Sistema Kunrei 訓令式 kunrei-shiki
  - Nippon-shiki 日本式
- Turca:
  - Revolução dos sinais que fez a língua turca migrar para escrita romana com diacríticos

## Normas paralínguas austro-asiáticas
- Vietnamita:
  - Quôc ngu – romanização e ortografia oficiais

## Normas paralínguas indo-europeias
- Línguas helênicas:
  - Grego
    - Transliteração de grego antigo para português
- Línguas balto-eslavas:
  - Alfabeto cirílico
  - Alfabeto cirílico Búlgaro
  - Sistema direto da trasnsliteração de caracteres Búlgaro

## Normas paralínguas camito-semíticas
- Grupo egípcio
  - Hieróglifos
- Línguas semíticas
  - Transcrição das semíticas (língua árabe, hebraica) e outras - ISO 259